# Montauban-de-Luchon
Montauban-de-Luchon is een gemeente in het Franse departement Haute-Garonne (regio Occitanie) en telt 481 inwoners (1999). De plaats maakt deel uit van het arrondissement Saint-Gaudens.

## Geografie
De oppervlakte van Montauban-de-Luchon bedraagt 6,0 km², de bevolkingsdichtheid is 80,2 inwoners per km².
De onderstaande kaart toont de ligging van Montauban-de-Luchon met de belangrijkste infrastructuur en aangrenzende gemeenten.

## Demografie
Onderstaande figuur toont het verloop van het inwonertal (bron: INSEE-tellingen).